# 川本信彦
川本 信彦（かわもと のぶひこ、1936年3月3日 - ）は、日本の自動車技術者。本田技研工業（ホンダ）の第4代社長。東京都出身。麻布高校から東北大学に進み、大学院精密工学科修了。
ホンダF1の草創期から携わってきた一人で、第2期ホンダF1時代には総責任者を務めた。また、ホンダ・レーシング・ディベロップメント（HRD）や、無限ホンダ（現:M-TEC）設立者の一人としても名を連ねている。

## 来歴

### ホンダF1創設時代
1963年に大学院を修了し本田技研工業に入社。入社理由は軽飛行機技術者応募広告を見て応募した。入社当初は後にホンダの3代目社長となる久米是志の助手として、ホンダ初の四輪市販車「型式：AS280（後の商品名；S500）」「型式：AK250（後の商品名；T360）」のエンジン開発に携わる。
1964年、当時のF2用1,000ccエンジンを久米と共に開発、翌1965年からヨーロッパF2に参戦するブラバムチームに供給を開始。1966年には久米・川本の手がけたF2エンジンを搭載したブラバムチームの車がF2で開幕11連勝を飾る。この頃F2エンジン開発の傍ら、入交昭一郎らと共に生沢徹が運転するS600のチューンアップを手がけたりもしている。
1967年、ホンダF1のエンジン責任者に就任、水冷3,000ccエンジンの設計を任されるが、この頃本田宗一郎が空冷エンジンによるF1参戦計画（詳しくはホンダ・RA302を参照）を提唱したため、水冷エンジンの開発が後回しにされるなどの不運が重なりレースの成績は芳しくなかった。
1968年一杯で第1期F1参戦を終了すると、市販車の設計部門に移動しホンダ・1300やライフ（初代）などのエンジン設計を担当する。しかし、レース車両を手がけたいという思いは強く、1972年（1970年との説もある）の年末にはコスワースへの転職を画策しロンドンに渡り、帰国後すぐにホンダに辞表を提出した。その後2ヶ月ほど出社しなかったものの（その間自宅でレース用エンジンの設計図を描いていた）、最終的に久米是志に慰留される形でコスワースへの転職を断念した。
その後1973年に、ホンダに在籍しながら本田博俊らと共に株式会社『無限』（現：M-TEC）を創業。同年にはFJ1300向けのエンジンを開発して無限から供給を開始する。1976年には本田技術研究所の取締役になる。

### 第2期ホンダF1時代
1978年には四輪レースへの本格復帰を狙ってF2用の2,000ccエンジン（ホンダ・RA260E）の開発を開始し、1980年シーズンの半ばからヨーロッパF2選手権へ供給。翌1981年にはジェフ・リースがラルト・ホンダに乗りシリーズチャンピオンを獲得する。続いて1983年にはF1用の1,500ccターボエンジン（ホンダ・RA163E）を開発してスピリットへ供給（1983年シーズンのみ）、第2期F1参戦をスタートさせる。同年の最終戦からはウィリアムズにもエンジン供給を開始。1983年にホンダ本社の常務に就任したことから、翌1984年の夏にはF1エンジンの責任者を桜井淑敏に託す。この間、川本は1981年5月、本田技術研究所の副社長に昇格した。
1986年には本田技術研究所の社長に昇任、ホンダの製品開発の総責任者となる。1989年にはホンダ本社の専務に昇格。翌1990年にホンダの第4代社長に就任。
1992年7月、「初期の目標を達成した」ことを理由として、同シーズン最終戦をもってホンダのF1参戦を終了すると表明。実情は1990年末にF1撤退は決定されており、マクラーレンチーム側にも伝えていた。しかしホンダ社内では、参戦継続を訴える社員も多かった。当時の会社業績からはやむを得ない判断だが、第2期F1活動からの撤退を社内の反対を振り切り決定したのは、社長である川本であった。しかし、現場出身である川本はF1を愛しており、業績の回復した際はF1へ復帰するタイミングを計っていたといわれ、第3期参戦を積極的に推進したのも川本であった。
他方、市販車の分野では、ホンダ初の国産スーパースポーツカーとも評される「ホンダ・NSX」の開発を企画して尽力し、1990年の発売にこぎ着ける。

### 第3期ホンダF1時代
1998年3月、2000年からの第3期ホンダF1の参戦予定を発表。英国にホンダ・レーシング・ディベロップメント（HRD）を設立し、エンジンだけでなくシャシーも含めた『オールホンダ』によるF1参戦の意思を表明。そして同年に社長を退任し、取締役相談役に退いた。しかし、翌1999年には後任の吉野浩行が、諸事情によりこの方針を撤回、B・A・Rへのエンジン供給（サプライヤー）の形でF1に復帰する方針に転換した。

## エピソード
社長就任の1986年以降も現場のF1チームとの関係は深く､アイルトン・セナからも大きな信頼を寄せられており､良き相談相手だったことでも知られている。1989年末に、セナが国際自動車スポーツ連盟（FISA）から厳罰（執行猶予つきスーパーライセンス停止処分）を受け、引退をほのめかした際には、自らセナに電話をかけ『君が辞めるならホンダも撤退する』と伝え慰留し、セナは『自分の進退はMr.カワモトに任せる』と全権を川本に委ねたともいわれる。
元々ホンダは、社内で〈本田技研派〉と〈藤沢商会派〉と呼ばれるほど、開発・技術部門と販売部門の間で指揮系統が二分されてきた。（社内を開発と販売に二分する基盤は、かつてのトヨタ自動車の「工販分離モデル」を参考にしたと言われている。）部門間を跨いで運営に注文をつけることはタブーとされてきた。技術系から選ばれる歴代社長は、販売部門のやり方に口出しを憚ってきたが、川本はそのタブーを破り、社長の元に開発部門と販売部門の指揮系統を一本化したとされる。

## 著作物

### 書籍
- 吉田匠、中村良夫、那須望、田島歳久、山口京一、宮野滋「『水冷エンジン』の時代（川本信彦談）」『ホンダ360ストーリー : Honda 360 story : 小さな巨人』久米是志、川本信彦、根本明 談（増補新訂版）、三樹書房、2001年10月。ISBN 4-89522-282-9。国立国会図書館書誌ID:000003070787。
- マガジンハウス、東京ファッション協会 編「モータリゼーションの未来（川本信彦対談）」『未来を見抜いた人 : クリエイション立国日本のリーダーたち』川本信彦 談、マガジンハウス、2001年12月。ISBN 4-8387-1349-5。国立国会図書館書誌ID:000003620511。
- 徳大寺有恒「第10章 本田宗一郎氏・川本信彦氏との鼎談」『徳大寺有恒ベストエッセイ』草思社、2015年10月。ISBN 978-4-7942-2164-3。国立国会図書館書誌ID:026771343。
  - 徳大寺有恒「第10章 本田宗一郎氏・川本信彦氏との鼎談」『徳大寺有恒ベストエッセイ』本田宗一郎、川本信彦 述、草思社〈草思社文庫 ; と1-4〉、2018年4月。ISBN 978-4-7942-2331-9。国立国会図書館書誌ID:028892035。

### 定期刊行物
電子版
- 川本信彦、佐藤康仁、美濃輪勇、西村宏之、橋本栄一「CVCCエンジンの実用化」『日本機械学会誌』第78巻第678号、1975年、380-、CRID 1390282680902901760、doi:10.1299/jsmemag.78.678_380、ISSN 2424-2675。
- 「技術：装備競争に走る自動車メーカー：快適、好燃費、安全 20年越しの結実も」『日経ビジネス = Nikkei business』第861号、1996年10月14日、82-86頁、CRID 1520853832565124608。

複数回、寄稿
- 通商産業大臣官房報道室（編）『通産ジャーナル』、通商産業調査会、ISSN 0285-5089、NDLJP:2384760、国立国会図書館書誌ID:000000015351。
  - 1996年6月、第29巻第6号（通号302号）8-13頁「〈座談会〉小島明 ; 青井舒一 ; 川本信彦」doi:10.11501/2254114。
  - 1998年1月、第31巻第1号（通号321号）46-46頁「未来に向けての心構え」doi:10.11501/2254133。
- 『Keidanren』、経済団体連合会、ISSN 0918-0591、NDLJP:2895922、国立国会図書館書誌ID:000000082596。
  - 1996年6月、第44巻第6号（通号524号）22頁「健全でバランスのとれた成長をめさす中国」doi:10.11501/2883491。
  - 1996年9月、第44巻第9号（通号527）__頁〈ずばり、きらり：広報委員長です〉「-26-川本信彦 経団連日本メキシコ経済委員長にきく : 相手の悩みを理解することが信頼への第一歩です」doi:10.11501/2883494。
  - 1997年7月、第45巻第7号（通号537）56-57頁「アミーゴ・メヒコ! : 日本人メキシコ移住100周年を迎えた新たな日墨関係」doi:10.11501/2883504。
  - 1999年1月、第47巻第1号（通号555）52-53頁「可能性に満ちた日本とメキシコの関係」doi:10.11501/2883522。
  - 1999年6月、第47巻第6号（通号560）38-39頁「メキシコとの自由貿易協定がわが国産業界にもたらすもの」doi:10.11501/2883527。
  - 2000年6月、第48巻第6号（通号572）44-45頁「待ったなし、日墨自由貿易協定 : 第23回日本メキシコ経済協議会の議論を受けて」doi:10.11501/2883539
- 『石垣 : 日本商工会議所のビジネス情報誌』、日本商工会議所、doi:10.11501/3207156、ISSN 0388-9807、NDLJP:2896076、国立国会図書館書誌ID:000000033584。掲載誌別題『地域リーダーのための商工会議所情報誌』(21巻8号-24巻14号)
  - 34-41頁「知的創造社会へのメッセージ 川本信彦 [本田技研工業株式会社 取締役相談役]」
  - 第19巻第4号（通号230号）51頁「少年時代の夢を育んだ絵本」
- 関東経済産業局（編）『いっとじゅっけん』、経済産業調査会、doi:10.11501/2296976、ISSN 0289-0348、NDLJP:2895072、国立国会図書館書誌ID:000000038987。
  - 川本信彦「新年を迎えて」6-6頁。
  - 1999年7月、第44巻第7号22-27頁「インタビュー 時代に先駆け、ユニークなイマジネーションと勇気を持って」doi:10.11501/2857925。
- 『政経人』、政経社／総合エネルギー研究会、NDLJP:2895665、国立国会図書館書誌ID:000000012892。掲載誌別題『月刊政経人』
  - 1953 [1953-]
  - 1975年9月、第22巻第9号108-109頁「参謀物語 : 川本信彦」doi:10.11501/2742002
  - 1983年10月、第30巻第10号54-55頁「小西六写真工業川本信彦」doi:10.11501/2742099
  - 1995年2月、第42巻第2号104-109頁「【現代を生きる刮目の経営者】: 本田技研社長／川本信彦 : ホンダイズム継承し時代の変化にも対応」doi:10.11501/2742234
  - 1997年8月、第80巻第44号（通号8号）60-65頁「【現代を生きる刮目の経営者】: 本田技研社長/川本信彦 : ホンダイズム継承し時代の変化にも対応」doi:10.11501/2742264